# Furcio
Furcio Fue un programa humorístico mexicano de la cadena Televisa, transmitido en dos etapas distintas: la primera de abril de 2000 a julio de 2001 y la segunda de julio a diciembre de 2002. El programa se transmitía en el Canal de las Estrellas los martes a las 10:00 p. m., conducido en sus dos primeras temporadas por Pedro Armendáriz Jr. y un personaje generado por computadora llamado Furcio, a partir de septiembre de 2002 fueron reemplazados en la conducción por diversos actores y conductores de Televisa que eran distintos en cada programa.

## Furcios
1. ¡Anabel! (1988-1996)
2. Plaza Sésamo (1972-presente)
3. Clase 406 (2002-2003)
4. El Chapulín Colorado (1972-1979)
5. El Chavo del 8 (1971-1980)
6. Ensalada De Locos (1970-1973)
7. Los Polivoces (1971-1976)
8. La carabina de Ambrosio (1978-1987)
9. La jugada (1993-2002)
10. Los Supergenios de la Mesa Cuadrada (1970-1971)
11. Chespirito (1970-1973; 1980-1995)
12. El Maleficio (1983-1984)
13. Bodas de Odio (1983-1984)
14. Mujer, casos de la vida real (1985-2002)
15. Cuna de lobos (1986-1987)
16. Los parientes pobres (1993)
17. Papá soltero (1987-1994)
18. Maria Mercedes (1992-1993)
19. Al derecho y al Derbez (1993-1995)
20. En Familia Con Chabelo (1967-2002)
21. Juntos Pero No Revueltos (1994)
22. Marimar (1994)
23. Alondra (1995)
24. La dueña (1995)
25. Otro Rollo (1995-2002)
26. Maria la del Barrio (1995-1996)
27. La Parodia (2002)
28. Lazos de amor (1995-1996)
29. Cañaveral de pasiones (1996)
30. Mas Deporte (1997-2002)
31. Mi querida Isabel (1996-1997)
32. Noticias con Joaquin López Doriga (2000-2002)
33. Alguna vez tendremos alas (1997)
34. El Espacio de Tatiana (1997-2001)
35. Hoy (1998-2002)
36. Atinale al Precio (1997-2001)
37. Huracán (1997-1998)
38. Vivo por Elena (1998)
39. ¡Ay María qué puntería! (1997-1998)
40. El privilegio de amar (1998-1999)
41. Soñadoras (1998-1999)
42. Gotita de Amor (1998)
43. Rosa salvaje (1987-1988)
44. El diario de Daniela (1998-1999)
45. Güereja de mi Vida (2001-2002)
46. La Güereja y algo más (1998-1999)
47. ¿Qué nos pasa? (1998-2000)
48. Derbez en cuando (1998-1999)
49. Nunca te olvidaré (1999)
50. Por tu amor (1999)
51. Rosalinda (1999)
52. Amor gitano (1999)
53. Serafín (1999)
54. Alma rebelde (1999)
55. Tres Mujeres (1999-2000)
56. Mujeres Engañadas (1999-2000)
57. DKDA, Sueños de Juventud (1999-2000)
58. Humor es... Los Comediantes (1999-2001)
59. Cero en conducta (1999-2003)
60. La Escuelita VIP (2004)
61. Diversión Desconocida (1998-1999)
62. Ramona (2000)
63. Amigos por siempre (2000)
64. Locura de amor (2000)
65. Especiales (2000-2002)
66. La Hora Pico (2000-2002)
67. El Cubo de Donalu (2000-2002)
68. Abrázame muy fuerte (2000-2001)
69. Carita de ángel (2000-2001)
70. 100 Mexicanos Dijeron (2001-2002)
71. Diseñador ambos sexos (2001)
72. Amigas y rivales (2001)
73. Sin pecado concebido (2001)
74. El manantial (2001)
75. Aventuras en el tiempo (2001)
76. Cómplices al rescate (2002)
77. ¡Vivan los niños! (2002)
78. XHDRBZ (2002)
79. La Familia P.Luche (2002)
80. Milagro y magia (1991)
81. La oreja (2002)
82. Primer amor... a 1000 × hora (2000-2001)
83. Toma Libre (2000-2002)
84. Pacatelas (1995)
85. Las vías del amor (2002)

## Secciones
1. Cámara Escondida
2. Antes Del Dos
3. Niños
4. Después Del Corte
5. Ruso
6. Peligro
7. Noti Furcio
8. Llevando el Furcio
9. Apuntador
10. Furciometro
11. Errores De Producción
12. Toma Dos
13. Utilería
14. Caras y Gestos
15. Resbalónes
16. Accidentes
17. Puertas
18. Noticias